# Antonio Tirabassi
Antonio Tirabassi (Amalfi, 10 luglio 1882 – Bruxelles, 16 febbraio 1947) è stato un organista e musicologo italiano.

## Biografia
Figlio di Giacomo Tirabassi, già maestro della banda reale borbonica, fin durante l'infanzia mostrò un certo talento musicale, iniziando a studiare l'organo da autodidatta, con l'aiuto del padre. Dopo la scomparsa del padre, avvenuta nel 1895, fu nominato organista nella Chiesa della Confraternita dell'Addolorata ad Amalfi; nel 1905 passò alla Collegiata di Santa Maria a Mare a Maiori.
In seguito eseguì diversi concerti nelle più importanti città italiane e viaggiò in Germania e Spagna per approfondire i suoi studi, raccogliendo larghi consensi dai musicisti dell'epoca.
Poiché volle applicarsi alla musicologia, nel 1909 Tirabassi si trasferì a Bruxelles per studiare il contrappunto e la musica fiamminga e italiana rinascimentale, effettuando ricerche nella Biblioteca reale di Bruxelles. Per far riscoprire e salvaguadare il patrimonio artistico dei compositori del passato, fondò due organizzazioni: i "Concerti storici" nel 1911 e l'"Istituto belga di musicologia" nel 1920.
Dopo aver conseguito nel 1924 la laurea in Musicologia presso l'Università di Basilea, nel 1927 ha pubblicato a Bruxelles, in francese, L'École flamande (1450 à 1600). La mesure dans la notation proportionnelle et sa transcription moderne,  nel 1930 Tirabassi ebbe l'idea di creare una raccolta delle opere di Giovanni Pierluigi da Palestrina, poi accantonata per mancanza di fondi e successivamente stampata in Italia nel 1939 dalla casa editrice Fratelli Scalera.
Nel corso della sua vita, Tirabassi ha trascritto musiche composte da Johann Sebastian Bach, Arcangelo Corelli, Antonio Lotti, Claudio Monteverdi e Alessandro Scarlatti; ha inoltre redatto numerose opere, tra cui Misura nella notazione proporzionale (1924), Grammatica della notazione proporzionale (1930) e Dizionario delle legature (1930).
Massone, ha appartenuto alla Loggia Les Vrais Amis de l'Union et du Progrès réunis del Grande Oriente del Belgio a Bruxelles.
Ha scritto la sua autobiografia Vita di Musicista firmandola con lo pseudonimo A. d'Amalfi.
In sua memoria, nella nativa Amalfi fu posta nel 1975 una lapide nel piazzale della Chiesa dell'Addolorata; in più, a lui è stata intitolata una salita e nel 1998 l'attuale scuola civica musicale amalfitana. Tutt'Oggi una delle sue più grandi composizioni usata anche oggi durante il venerdì santo è «Sento l'amaro pianto» .